# Ордынский, Иван Иванович
Иван Иванович Ордынский (2 июня 1833 — 8 января 1912) — российский генерал-майор, участник Крымской войны.

## Биография
Православный. Участвовал в Крымской кампании 1855 года.
Образование: 1-й кадетский корпус (1853, поручиком), Николаевская академия Генерального штаба (1-й разряд)
Чины: вступил в службу поручиком (Выс. пр. 13.08.1853), прапорщик гвардии (ст. 16.01.1854), подпоручик гвардии (ст. 22.08.1854), поручик гвардии (ст. 3.04.1860), штабс-капитан Генерального штаба (ст. 12.01.1861), капитан (ст. 11.08.1863), полковник за отличие со ст. 30.08.1869 (Выс. пр. 1869), генерал-майор за отличие (30.08.1880).
Прохождение службы: старший адъютант штаба по части Генерального штаба (28.11.1861-13.01.1864), младший помощник начальника военно-учебного отделения Главного управления Генерального штаба (15.01.1864-4.06.1865), начальник Одесского пехотного юнкерского училища (4.06.1865-31.10.1873), чиновник для особых поручений при Главном управлении военно-учебных заведений (31.10.1873-21.08.1874), инспектор классов Орловской Бахтина военной гимназии (21.08.1874-5.06.1877), директор Нижегородской графа Аракчеева военной гимназии (5.06.1877-22.08.1884), при Главном управлении военно-учебных заведений в числе положенных по штату генералов (22.08.1884 — после 1.09.1891)
Умер в Петербурге в январе 1912 года от паралича сердца, похоронен на Смоленском православном кладбище.

## Награды
- единовременно 195 руб. (Выс. пр. 1862),
- единовременно 468 руб. (Выс. пр. 1864),
- Орден Святой Анны 3-й ст (Выс. пр. 1865),
- Орден Святого Станислава 2-й ст. (Выс. пр. 1867),
- Орден Святой Анны 2-й ст (Выс. пр. 1871),
- единовременно 366 руб. (Выс. пр. 1873),
- Орден Святого Владимира 4-й ст. (Выс. пр. 1874),
- Орден Святого Владимира 3-й ст. (Выс. пр. 1878),
- Орден Святого Станислава 1-й ст. (Выс. пр. 1884),
- Орден Святой Анны 1-й ст (Выс. пр. 1888).